# Michel Raulin
Pour les articles homonymes, voir Raulin.
Michel Raulin est un footballeur français né le 25 février 1952 à Sedan (Ardennes). Ce joueur a évolué comme milieu de terrain à Sedan et Troyes.

## Carrière de joueur
- 1973-1977 : CS Sedan-Ardennes
- 1977-1979 : Troyes AF
- 1979-1980 : Amicale de Lucé
- 1980-1985 : U.S. du MANS D3 D4
- 1985-1990 : Le Mans Union Club
- Source Col., Football 79, Les Cahiers de l'Équipe, 1978 (cf. page 148)